# Utah Jazz 1980-1981
La stagione 1980-81 degli Utah Jazz fu la 7ª nella NBA per la franchigia.
Gli Utah Jazz arrivarono quinti nella Midwest Division della Western Conference con un record di 28-54, non qualificandosi per i play-off.

## Roster
| N° | Naz.                   | Ruolo | Sportivo         | Anno | Alt. | Peso |
| -- | ---------------------- | ----- | ---------------- | ---- | ---- | ---- |
| 4  | Stati Uniti (bandiera) | GA    | Adrian Dantley   | 1956 | 196  | 94   |
| 5  | Stati Uniti (bandiera) | GA    | Jeff Judkins     | 1956 | 198  | 84   |
| 11 | Stati Uniti (bandiera) | AC    | James Hardy      | 1956 | 203  | 100  |
| 12 | Stati Uniti (bandiera) | G     | Carl Nicks       | 1958 | 185  | 79   |
| 14 | Stati Uniti (bandiera) | G     | Rickey Green     | 1954 | 183  | 77   |
| 18 | Stati Uniti (bandiera) | G     | John Duren       | 1958 | 191  | 88   |
| 24 | Stati Uniti (bandiera) | GA    | Ron Boone        | 1946 | 188  | 91   |
| 25 | Stati Uniti (bandiera) | G     | Billy McKinney   | 1955 | 183  | 73   |
| 30 | Stati Uniti (bandiera) | A     | Dick Miller      | 1958 | 198  | 98   |
| 33 | Stati Uniti (bandiera) | A     | Mel Bennett      | 1955 | 201  | 91   |
| 35 | Stati Uniti (bandiera) | G     | Darrell Griffith | 1958 | 193  | 86   |
| 40 | Stati Uniti (bandiera) | AC    | Wayne Cooper     | 1956 | 208  | 100  |
| 44 | Stati Uniti (bandiera) | GA    | Allan Bristow    | 1951 | 201  | 95   |
| 50 | Stati Uniti (bandiera) | AC    | Ben Poquette     | 1955 | 206  | 107  |
| 52 | Stati Uniti (bandiera) | C     | Brett Vroman     | 1955 | 213  | 100  |
| 53 | Stati Uniti (bandiera) | AC    | Jeff Wilkins     | 1955 | 211  | 104  |

## Staff tecnico
- Allenatore: Tom Nissalke
- Vice-allenatori: Bill Bertka, Gene Littles